# Osmia caulicola
Osmia caulicola là một loài Hymenoptera trong họ Megachilidae. Loài này được Cockerell mô tả khoa học năm 1934.